# Jagdgeschwader 135
La Jagdgeschwader 135  (JG 135) (135e escadron de chasseurs), est une unité de chasseurs de la Luftwaffe pendant la Seconde Guerre mondiale.
Active de 1937 à 1938, l'unité était affectée aux missions visant à assurer la supériorité aérienne de l'Allemagne dans le ciel de l'Europe.

## Opérations
Le JG 135 opère sur des chasseurs :
- Heinkel He 51
- Arado Ar 68
- Fiat CR.30
- Messerschmitt Bf 109B et D.

## Organisation

### I. Gruppe
Formé le 1er avril 1937 à Bad Aibling avec :
- Stab I./JG 135 nouvellement créé
- 1./JG 135 nouvellement créé
- 2./JG 135 nouvellement créé
- 3./JG 135 nouvellement créé (le 1er juillet 1937)
- 4./JG 135 nouvellement créé (le 1er juillet 1937, et devient un élément du II./JG 135 le 1er juillet 1938)

Le 1er novembre 1938, le I./JG 135 est renommé I./JG 233 :
- Stab I./JG 135 devient Stab I./JG 233
- 1./JG 135 devient 1./JG 233
- 2./JG 135 devient 2./JG 233
- 3./JG 135 devient 3./JG 233

Gruppenkommandeure (Commandant de groupe) :
| Début          | Fin               | Grade | Nom      |
| -------------- | ----------------- | ----- | -------- |
| 1er avril 1937 | 1er novembre 1938 | Major | Max Ibel |

### II. Gruppe
Formé le 1er avril 1938 à Bad Aibling (initialement avec un seul staffel, et complet le 1er août 1938) avec :
- Stab II./JG 135 nouvellement créé
- 4./JG 135 nouvellement créé
- 5./JG 135 nouvellement créé
- 6./JG 135 nouvellement créé

Le 1er novembre 1938, le II./JG 135 fait mouvement sur Herzogenaurach et est renommé I./JG 333 :
- Stab II./JG 135 devient Stab I./JG 333
- 4./JG 135 devient 1./JG 333
- 5./JG 135 devient 2./JG 333
- 6./JG 135 devient 3./JG 333

Gruppenkommandeure :
| Début            | Fin               | Grade | Nom                |
| ---------------- | ----------------- | ----- | ------------------ |
| 1er juillet 1938 | 1er novembre 1938 | Major | Rudolf Stoltenhoff |